# Diskussionsanlage

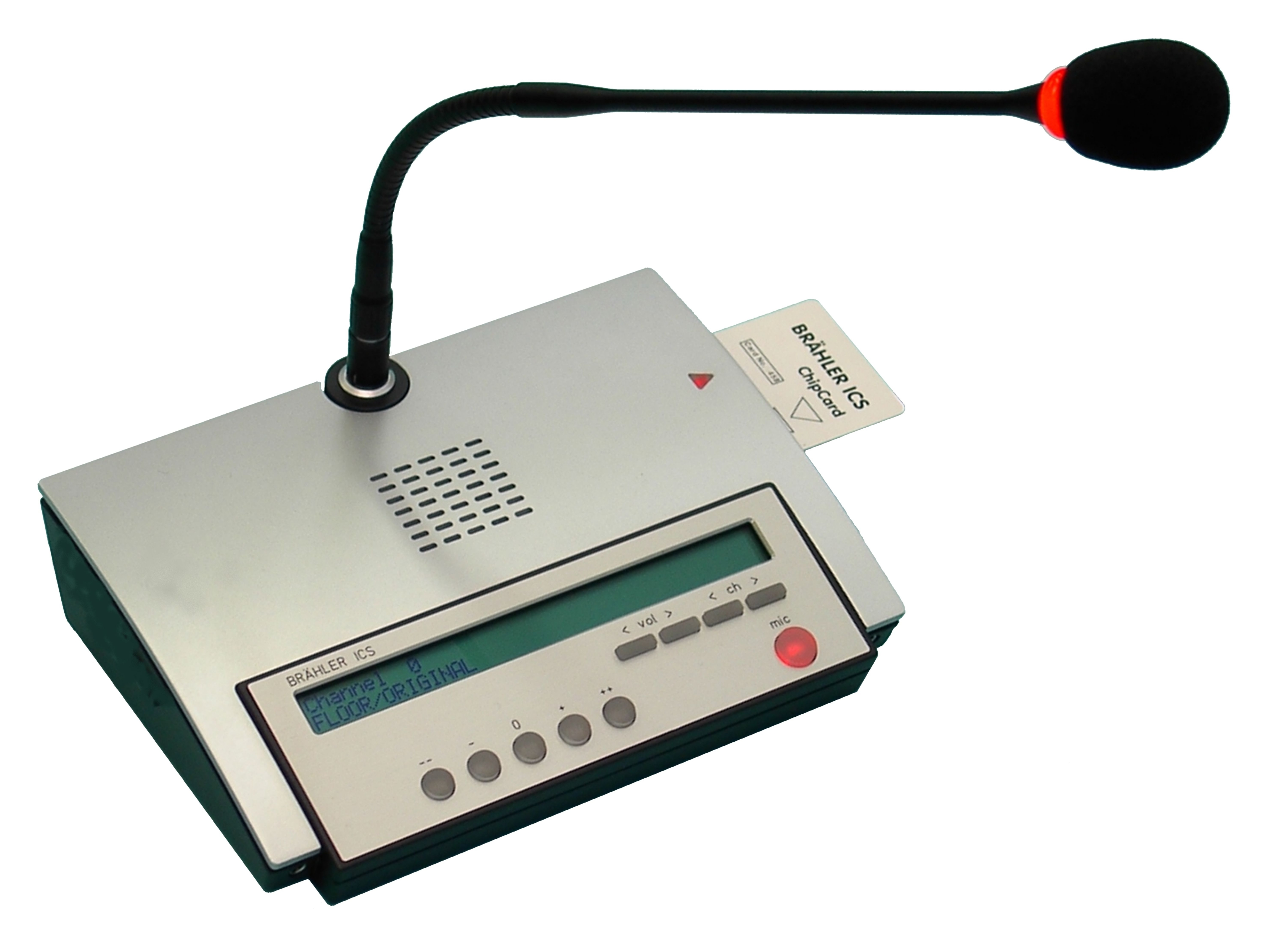
Konferenz- und Tischsprechstelle

Eine Diskussionsanlage (manchmal auch als Konferenzsystem bezeichnet) ist eine elektroakustische Anlage, die dazu dient das gesprochene Wort (Schall) auf einer Veranstaltung oder Konferenz aufzunehmen. Das aufgenommene Signal wird anschließend entweder über eingebaute kleine Lautsprecher von jeder Sprechstelle des Systems wiedergegeben oder über die Zentrale mit Hilfe eines Mischpultes an zentrale Lautsprecher übergeben. Die Diskussionsanlage bestehen meist aus einer Steuerungseinheit (sogenannte Zentrale), mehreren Sprechstellen und weiterem system- und situationsspezifischen Zubehör.

## Begriffe
Das Wort „Konferenzsystem“ wird besonders seit etwa 2020 in unterschiedlichen Zusammenhängen genutzt. Fachsprachlich (und auch in diesem Artikel) wird darunter eine Diskussionsanlage verstanden.
Des Weiteren wird in diesem Artikel häufig der Begriff Sprechstelle verwendet. Fachsprachlich sollte es Diskussionssprechstelle heißen, da unter einer Sprechstelle – in der Beschallungstechnik an sich – jedes Mikrofon verstanden werden kann. Abzugrenzen sind die Begriffe Tischsprechstelle und Diskussionssprechstelle bzw. Konferenzsprechstelle. Unter einer Tischsprechstelle versteht man Fachsprachlich meist einen (XLR)-Tischsockel für ein – meist Schwanenhals – Mikrofon. Eine Diskussions- bzw. Konferenzsprechstelle hingegen ist technisch kein selbstständig nutzbares Gerät da immer erst die Kombination aus Zentrale, mindestens einer Sprechstelle und einer Verbindungsleitung eine funktionsfähige Diskussionsanlage (Konferenzsystem) ergibt.

## Geschichte
Die Geschichte der Diskussionsanlage ist eng verbunden mit der Geschichte der Simultandolmetscheranlage. Zu Beginn waren dies zwei getrennte Systeme die lediglich – meist über eine XLR-Leitung – miteinander verbunden wurden. Meist in der Form das ein Summensignal von der Diskussionsanlage als sogenannten „Feed“ für die Simultandolmetscheranlage genutzt wurde. Heutzutage verschmelze die beiden Systeme immer mehr, Beispiele dafür sind das Brähler Congress Data System Virtual Audio Network-System (kurz CDSVAN-System) (1999) oder das Bosch DCN-System.
Die Notwendigkeit für beide Systeme lässt sich u. a. auf die Nürnberger Prozesse zurückführen. In Filmmaterial über diese ist zu erkennen, das viele der Prozessbeteiligten Kopfhörer tragen über diese die Teilnehmer den Prozess in ihrer jeweiligen Muttersprache verfolgen konnten. Diese Gerichtsverhandlung (20. November 1945 bis zum 1. Oktober 1946) gilt daher als Geburtsstunde des Simultandolmetschens und damit auch die dafür notwendige Simultandolmetschtechnik, sowie das Auffangen und Übertragen der Sprachbeiträge der Beteiligten.
1969 stellte Helmut Brähler das erste zentral gesteuerte automatische Diskussionssystem AUTOMIC vor.
Ein Meilenstein war die Zweidraht-Technologie, die die Firma Brähler ICS 1969 erstmals der Weltöffentlichkeit vorstelle und unter der Bezeichnung DIGIMIC große Bekanntheit erlangte.
1985 stellte der Hidden-Champion Brähler ICS die sogenannte „Video follows Audio-Funktion“ vor, die es ermöglicht, automatisiert die Teilnehmenden an den Sprechstellen mit Hilfe von Schwenk-Neige-Zoom-Kameras (PTZ-Kameras) „einzufangen“.
Ein weiterer Meilenstein in der Entwicklung der Diskussionsanlagen ist der in den 1990er Jahren von der Firma Brähler entwickelte Leuchtring am Mikrofonkopf, welcher heute bei sehr vielen Anlagen zu finden ist und den Stand der Technik darstellt.

## Technologien
Grundsätzlich lassen sich Diskussionsanlagen in Kabelgebundene und Drahtlosbetriebene Systeme einordnen. Ein weiteres Kriterium zur Unterscheidung von Anlagen ist die Art der Signalübertragung diese kann analog oder digital erfolgen. Konferenzsysteme lassen sich außerdem über die maximal nutzbare Anzahl von Sprechstellen einordnen. Bei großen Veranstaltungen – wie z. B. der Klimakonferenz – werden mehrere hundert Sprechstellen für ein Veranstaltungssaal benötigt, daher existieren Anlagen die durch verschiedene Technologien sehr große und komplexe und Konfigurationen ermöglichen.

### Drahtgebundene Diskussionsanlagen („Kabel“)
Drahtgebundene Konferenzanlagen nutzen meist eine mehradrige Leitung zur Verbindung der Sprechstellen. Als Steckverbinder setzen viele Hersteller entweder auf RJ-Steckverbinder oder auf DIN-Steckverbinder (oder mechanisch ähnliche Mehrfachsteckverbinder). Die an die Zentrale angeschlossenen Konferenzsprechstellen werden meist in Einkabeltechnik über mehrere Stränge und in Reihenschaltung (Daisy-Chaining) installiert.

### Drahtlose Diskussionsanlagen (Funk)
Drahtlose Diskussionsanlagen nutzen überwiegend Funkfrequenzen im 2,4 bzw. 5,0 GHz-Band, da diese in fast allen Ländern der Welt zur vielfältigen Nutzung freigegeben sind. Die Sprechstellen werden bei dieser Übertragungstechnologie über eine Sterntopologie an die Zentrale angebunden. Die Reichweite und Sprachqualität sind dabei u. a. von der örtlichen Funkfrequenzauslastung, den baulichen Gegebenheiten (z. B. viele Säulen) aber auch vom jeweiligen Hersteller abhängig.
Einige Hersteller nutzen auch Frequenzen im UHF-Frequenzband.
Eventuell existieren auch Anlagen die zur Übertragung auf Infrarotlicht setzen.

## Aufbau
Die Zentrale übernimmt die Stromversorgung der Sprechstellen und kann diese meist auch fernsteuern (Mikrofon An/Aus bzw. Einreihung in die Warteschlange)
Bei größeren Systemen wird zur Konfiguration, Steuerung und Überwachung heutzutage meist ein PC / Laptop mit Steuerungssoftware eingesetzt, welcher über Netzwerk (LAN) an die Zentrale angeschlossen wird. Der Einsatz eines Steuerungspc mit Systemsoftware hilft dabei, das System von einem anderen Ort aus zu steuern (z. B. aus einem zentralen Regieraum).

### Aufbau einer Zentrale
Die Steuerungseinheit meist Zentrale genannt, manchmal auch CU (Control Unit) oder CCU (Central Control Unit) genannt, besitzt meist zusätzliche Anschlüsse, um weitere Gerätschaften anzuschließen, z. B. Aufnahmerekorder zur Aufzeichnung des gesprochenen Wortes, Anschlüsse für ein Kamerasystem (Video-Follows-Audio-Funktion) oder andere nützliche Anschlüsse.

### Aufbau einer Sprechstelle
Die Konferenzsprechstellen besitzen ein Mikrofon meist mit einem Signalisierungselement z. B. Leuchtring am Mikrofonkopf, einer Bedientaste und einem eingebauten Lautsprecher zur Unterstützung. Darüber hinaus können zusätzliche Funktionselemente in der Sprechstelle enthalten sein, z. B. ein Sprachenwähler, Identifikationsmöglichkeit (z. B. über RFID-Chipkarten), eine Anzeige (meist ein LC-Display), weitere Tastenelemente, um auch Abstimmungen über dieselbe Anlage vornehmen zu können.

#### Aufbau einer Vorsitzenden Sprechstelle
Die sogenannten Chairman Sprechstellen sind im Grunde normale Sprechstellen, welche durch zusätzliche Tasten mit unterschiedlichen Funktionen aufgewertet werden. Der Mehrwert liegt dabei z. B. in der temporären oder dauerhaften Stummschaltung der derzeit offenen Mikrofone oder das Entfernen aller Wartenden Sprechstellen von der Warteliste.

### System- & Situationsspezifisches Zubehör
Zum System- und Situationsspezifisches Zubehör gehören u. a. RFID-Karten da diese nicht zwingend zum Betrieb der Anlage im Sinne des Hauptzweck benötigt wird. Weitere Beispiele sind die Sprechstelle mit Vorsitzenden/Chairman-Funktion, da auch diese ebenfalls nützlich aber nicht für den Betrieb des Systems notwendig ist. Akkumulatoren & passende Ladeschalen für die jeweilige Drahtlosanlage zählen ebenfalls zum Systemspezifischen Zubehör, da es bis zum heutigen Tage keinen einheitlichen Standard gibt. Die Firma Brähler entwickelte eine Art Nachrüstsatz um ein kabelgebundenes Diskussionssystem um einen drahtlosen Betrieb zu ermöglichen (sogenanntes DDoc). Weiteres System- bzw. Situationsspezifisches Zubehör ist z. B. ein Dante-Wandler oder eine Voting-Software zur Nutzung der Voting-Funktion falls das System diese Funktion grundsätzlich bietet.
Zum Situationsspezifischen Zubehör gehören
- Netzteile (häufig als PSU (Power Supply Unit) oder auch Repeater bezeichnet), welche benötigt werden, wenn die Anzahl der Sprechstellen in einem Strang eine gewissen vom Hersteller definierte Anzahl an Geräten überschritten werden. Viele Sprechstellen benötigt zum Betrieb eine Gleichspannung von wenigen Volt, dadurch sinkt die Busspannung nach jeder Sprechstelle um einen gewissen Betrag. Ist die Busspannung zu niedrig kann es zu Fehlern oder sogenannten „Phantomsprechstellen“ kommen. Die Zwischenschaltung eines solchen Netzteils behebt diese Probleme und ermöglicht es weitere Diskussionssprechstellen in den Strang aufzunehmen.
- Bedienpult zum An- & Abschalten der im System eingebundenen Sprechstellen, anstatt dies über die Steuerungssoftware durchführen zu müssen.
- Darstellung von wichtigen Parametern auf einem Bildschirm am Podium bzw. beim Vorsitzenden (Chairman)
  - Liste mit den Namen der derzeit offenen/aktiven Sprechstellen
  - Liste mit den Namen der derzeit Wartenden Sprechstellen
  - Anzahl der Sprechenden bzw. Wartenden Sprechstellen
  - Grafische Darstellung der Verteilung der Sprechstellen im Raum (sehr ähnlich zum Sitzplan)

## Betrieb
Für die Steuerung sind verschiedene Mikrofonbetriebsarten vorgesehen:
- eine einzustellende Anzahl von Sprechstellenmikrofonen kann gleichzeitig aktiv sein (1 bis 6)
- nur ein Mikrofon kann aktiv sein, nach dem Prinzip First In – First Out
- der Vorsitzende kann alle Teilnehmer stummschalten (Hintergrundgeräusche, unerwünschte akustische Rückkopplung)
- Anmeldung von Redebeiträgen, die vom Vorsitzenden später freigegeben werden
- z. B. über einen Touchscreen mit geographischer Anordnung der Teilnehmer

In Verbindung mit einer Simultandolmetscheranlage sollte nur wenige Mikrofone gleichzeitig aktiv sein um evtl. auftretender Hintergrundgeräusche, die für die Dolmetscher störend sind gering zu halten.

## Einsatzorte
- Rathaus (Plenarsaal), Gericht (Gerichtssäle), Konferenzräume in größeren Unternehmen (sogenannte „Board“-Räume)
- Stiftungen, Vereinigungen
- Parlament[6], Kongress-Zentren

## Wichtige Hersteller & Systeme
- Beyerdynamic
  - Quinta[7]
- Bosch Sicherheitssysteme
  - DICENTIS-Plattform[8]
  - DCN Next Generation System (ehemals eine Produktfamilie von Philips); Damals Digital Congress Network (DCN)[9][10]
- Brähler ICS Konferenztechnik AG
  - DC 5 (eingeführt 1973)[11]
  - DC 10[12]
  - CMic-Familie
    - CMic One
    - CMic ID (Registrierung und Identifizierung von Teilnehmern mittels RFID Technologie)
    - CMic VIS (für sehbehinderten Konferenzteilnehmer u. a. durch akustische Signale und Braille-Beschriftung)
    - CDSVAN-Plattform (Congress Data System Virtual Audio Network)[13][14] (eingeführt 1999; bis zu 32 Audiokanäle und sehr offene Architektur)

  - DIGIMIC-Familie
    - DIGIMIC-Classic[15]
- Sennheiser
  - ADN-W[16]
- Shure
  - DIS DCS 6000[17]
  - MXCW
- Televic
  - Confidea G3
  - Confidea Flex | G4